# Нгуен Ан Нинь
Нгуен Ан Нинь (вьет. Nguyễn An Ninh; 1900—1943) — деятель вьетнамского национально-освободительного движения, философ, журналист, писатель.

## Биография
Происходил из древнего рода Доан. Его отец — Нгуен Ан Кхыонг — участвовал во вьетнамском национально-освободительном движении в начале XX в., был известным литератором, журналистом, переводчиком книг с китайского на куокнгы.
Нгуен Ан Нинь родился 15 сентября 1900 года в общине Лонгтхыонг, уезда Канзуок, провинции Тёлон. В отрочестве обучался в Колледжах Митхо и Шасселю-Лоба. В 16 лет он поехал в Ханой, где продолжил своё образование.
В 18 лет отбыл во Францию. В 1921 году в Парижском университете получил степень бакалавра юриспруденции.
В метрополии занялся политической деятельностью, присоединился к «Группе аннамских патриотов» (Groupe des Patriotes Annamites), сотрудничал с многими видными деятелями вьетнамского национально-освободительного движения: Нгуен Тхе Чуеном, Нгуен Ай Куоком (Хо Ши Мином), Фан Тяу Чинем, Фан Ван Чыонгом. Во Франции писал статьи для многих прогрессивных органов печати метрополии, в частности, анархистской газете «Ле Либертер».
Вернувшись на родину, с конца 1923 года в Кохинхине издавал газету «Ля Клош фелэ» («La Cloche Fêlée» — название стиха Бодлера «Разбитый колокол»), был её главным редактором, репортёром, наборщиком и даже уличным продавцом. В ней он опубликовал свой собственный перевод «Общественного договора» Жан-Жака Руссо под названием «Идеал аннамской молодежи» (Cao-vọng cúa bọn thanh niên An-Nam. Dân uóc). Следуя примерам Рабиндраната Тагора и Мохандаса Ганди, он считал, что использует идеалы Просвещения для переосмысления и пробуждения местной культуры.
Вскоре после окончательного возвращения из Франции был задержан во время рейда на её редакцию 21 марта 1926 года. Его вызвали к губернатору Морису Коньяку, который заявил ему: «Этой стране не нужны интеллектуалы. Если хочешь быть интеллектуалом, убирайся отсюда к чёрту, езжай в Москву, и ты поймёшь, что семена, которые ты хочешь посеять здесь, никогда не взойдут». Когда 24 апреля 1926 года объявили о его 18-месячном приговоре, студенты и школьники Сайгона и региона массово покинули занятия; более тысячи из них были исключены. После ареста Ниня его газета начала публиковать по частям «Манифест Коммунистической партии». 
В 1925 году явился основателем «Партии высоких стремлений молодежи» (Thanh niên Cao vọng Đảng, или тайного общества Нгуен Ан Ниня). В начале 1928 года Нгуен Ан Нинь, очарованный растущей популярностью каодая, принялся странствовать на велосипеде из деревни в деревню в компании Фам Ван Чиу и будущего лидера троцкистов Фан Ван Хума. Он агитировал прекратить платить налоги, и, по воспоминаниям одного деревенского школьного учителя, предполагал, что в течение трех лет колонизаторы либо уступят, либо столкнутся с народным восстанием. В 1929 году более ста крестьян и подёнщиков были осуждены в Сайгоне за членство в «Тайном обществе Нгуен Ан Ниня» — по данным властей, повстанческого заговора, обещавшего посвящённым «некий аграрный социализм». Троцкистский активист Нго Ван пришёл к выводу, что это «общество» было в значительной степени плодом «доносов и признаний, полученных под пытками». 
В период с 1930 по конец 1932 года колониальные власти ответили на волнения в сельской местности и рабочей среде массовыми арестами. Было арестовано более 12 000 политических заключённых, из которых 7000 были отправлены в исправительно-трудовые колонии. Будучи независимой и харизматичной личностью, Нгуен Ан Нинь сумел в этих условиях примирить различные антиколониальные группировки, в том числе Коммунистическую партию Нгуена Ай Куока (также известного как Хо Ши Мин) и её левую оппозицию – троцкистов под началом Та Тху Тхау. В 1933 — 1934 годах был одним из инициаторов создания единого блока сталинистов, троцкистов и левых радикалов в рамках общей газеты «Ля Лютт» (La Lutte).
Сплотившись вокруг Нгуен Ан Ниня как независимого беспартийного деятеля (на самом крупном избирательном собрании он был избран председателем единогласно), несколько уцелевших и оставшихся после репрессий на свободе антиколониальных активистов (Нгуен Ван Тао из компартии, троцкист Та Тху Тхау, анархист Чинь Хунг Нгау и независимый националист Чан Ван Тхать) решили преодолеть разногласия и совместно выступить на муниципальных выборах в Сайгоне в апреле-мае 1933 года, выставив свой «Рабочий список» (So lao dong). 
В 1936 г. был активным участником движения за созыв Индокитайского конгресса. С 1937 года сотрудничал в легальных коммунистических изданиях. Вслед за возобновившимися трудовыми выступлениями с участием Тạ Тху Тхау и Нгуен Ван Тао, Нгуен Ан Нинь вскоре снова оказался в тюрьме. Когда его освободили в начале 1939 года, но он всё еще находился под домашним арестом, его убедили выставиться от сталинистского списка «Зантюнг» в качестве кандидата на выборах в Колониальный совет Кохинхины в 1939 году. 
4 октября того же года арестован. Был приговорён к 5 годам тюремного заключения и 10 годам ссылки. Умер в тюрьме (исправительно-трудовой колонии) о-ва Пуло Кондор (Кондао) в возрасте 42 лет. Возможно, тюремщики поспособствовали его смерти.Спустя 37 лет, 1 августа 1980 года, Социалистическая Республика Вьетнам признала его революционным мучеником..

Могила Нгуен Ан Ниня на о-ве Кондао (бывший Пуло Кондор)

## Награды
- Орден Хо Ши Мина[источник не указан 1108 дней].